# Zochegraben
Der Zochegraben oder auch die Zoche ist ein Fließgewässer im Barnim östlich von Berlin, das bei der Galopprennbahn Hoppegarten in die Erpe mündet, einen Nebenfluss der Spree. Als Besonderheit weist sein Lauf oberflächlich eine Lücke auf. Unterirdische Gewässerabschnitte sind in den glazial  geprägten Geschiebegebieten nichts Ungewöhnliches.

## Name
Der Name Zoche beschrieb zunächst einen Geländenamen (1704 „in der Zoche“) und stammt aus dem Slawischen mit der Bedeutung „trockenes Land“.

## Verlauf
Der Oberlauf beginnt im Süden des Ortsteils Seefeld der Stadt Werneuchen und endet mit dem Krummen See, samt diesem  km lang. Von diesem gibt aus gibt es eine Übertrittsstelle, an der bei starkem Niederschlag Wasser seitlich in den parallel beginnenden Unterlauf fließt. Welchen Weg unterirdische Wasserströme nehmen, ist nicht genau auszumachen.
Der Unterlauf beginnt nördlich neben dem Südwestteil des Krummen Sees mit einer Reihe kleiner Teiche, deren unterster und größter Sputensee heißt. Kurz nach dem Sputensee vereinigt er sich mit dem Krummen Graben, der westlich von Seefeld entspringt. Von hier aus windet sich der Zochegraben zunächst durch leicht welliges Gelände bis zur Autobahnanschlussstelle Marzahn. Danach erreicht er in wenigen großen Bögen seine Mündung.
|  |

|  |